# Paula Wiesinger
Paula Wiesinger   (Bozen, 27 de febrer de 1907 - Alpe de Siusi, 11 de juny de 2001) va ser una esquiadora alpina italiana que va competir durant la dècada de 1930. Va ser la primera campiona d'esquí alpí italià, guanyant, entre d'altres, la medalla d'or en descens al Campionat del Món d'esquí alpí de Cortina d'Ampezzo de 1932. Va dominar els campionats italians des de la seva primera edició, el 1931 fins a la seva retirada, el 1936, amb quinze títols dels divuit oferts en les tres especialitats que es disputaven en aquell temps, descens, eslàlom especial i combinada.
El 1936 va prendre part en els Jocs Olímpics d'Hivern de Garmisch-Partenkirchen, on fou setzena en la prova combinada d'esquí alpí.